# محمد أوتاكا
محمد أوتاكا أو ياسر فيصل أو ياسر أوتاكا ممثل مصري، بدايته كانت في مسرح «مدرسة أحمد لطفي السيد» في الهرم، ثم مسرح «السعيدية»، وبعد ذلك دخل الثانوية العامة ودخل كلية التجارة جامعة القاهرة، لكنه أصر على الالتحاق بمسرح الكلية. شارك في بطولة مسلسل «اللعبة» أمام شيكو وهشام ماجد ومن إخراج معتز التونى، وإخراج مسرحية عطل فني بطولة أكرم حسني وشيكو وهشام ماجد وتأليف أمير طعيمة.

## سبب تسمية بأوتاكا
سبب تسميته باسم أوتاكا يرجع إلى لاعب كرة قدم في النادي الإسماعيلي، وأنه عندما بدأ تمثيل في مسرح كلية التجارة نسي المخرج اسمه ونداه «بالوالد الأسمراني أوتاكا».

## مشواره الفني
بدأ مشواره الفني عام 2006 في فيلم الرهينة ثم في 2008 شارك في مسرحية زكي في الوزارة واستمر في العمل حتى عام 2021 حيث شارك في مسلسل اللعبة 2 في دور«غريب البواب».

## أعماله

### الأفلام
- 2006: الرهينة
- 2009: إحكي يا شهرزاد
- 2015: كابتن مصر (سمير - أحد المساجين)[2]
- 2016: كلب بلدي (ضابط)
- 2017: ممنوع الاقتراب أو التصوير (مكنة)
- 2019: خسسني شكراً
- 2019: الفيل الأزرق 2 (ضيف شرف - بواب عمارة فريدة)
- 2020: يوم وليلة[1]
- 2022: تسليم أهالي[4]
- 2023: العميل صفر
- 2023: مستر إكس
- 2023: عادل مش عادل
- 2024: إكس مراتي

### الأفلام القصيرة
- 2016: المشهد الأخير (نوبي)[5]

### المسلسلات
- 2010: الجماعة ج1
- 2017: هربانة منها (سائق / حربي / بلطجي / حميدة / خالد / عمر)
- 2017: كابتن أنوش
- 2017: في ال لا لا لاند (ضيف شرف - رفيق الكِفاح)
- 2018: كابتن أنوش 2
- 2018: سك على إخواتك (مساعد طارق)
- 2018: سرايا حمدين
- 2018: ربع رومي (محمود البزاوي)
- 2018: خفة يد
- 2018: الوصية (ضيف شرف - رمضان النقاش)
- 2019: بدل الحدوتة تلاتة (البوهي باهر / عباس / سيد موستا)
- 2019: الواد سيد الشحات (ضيف شرف - المعلم ناصر)
- 2020: ونسني (سعيد)
- 2020: عرفة
- 2020: اللعبة (غريب البواب)[6][7]
- 2020: عمر ودياب (ضيف شرف - سيد النونو)
- 2020: رجالة البيت (أحد أعضاء وكالة الفضاء)
- 2020: الشركة الألمانية لمكافحة الخوارق (ضيف شرف - مهند)
- 2020: اسعاف يونس (ضيف شرف)[8]
- 2021: في بيتنا روبوت (عرفة)[9]
- 2021: اللعبة 2 (غريب البواب)[10]
- 2021: المدينة (جاري تصويره)[11]
- 2022: اللعبة 3 (غريب البواب)
- 2023:اللعبة 4 (غريب البواب)

### المسلسلات الأذاعية
- 2017: شطة هندي

### البرامج
- 2017: بيومي افندي

### المسرحيات
- 2008: زكي في الوزارة
- 2014: شغل عفاريت
- 2020: عطل فني (تمثيله وأخراجه)[12]

### تأليف
- 2017: شكشك شو (برنامج)[13]

## وصلات خارجية
- محمد أوتاكا على موقع قاعدة بيانات الأفلام العربية
- محمد أوتاكا على موقع IMDb (بالإنجليزية)